# Żyrafa siatkowana
Żyrafa siatkowana, żyrafa somalijska (Giraffa camelopardalis reticulata) – podgatunek żyrafy północnej. Przed 2020 rokiem, kiedy to opublikowano wyniki kompleksowych badań genetycznych żyraf, była często traktowana jako osobny gatunek.

## Występowanie
Żyrafa siatkowana występuje w Afryce Wschodniej – w południowej Etiopii, południowej Somalii, Ugandzie i Kenii.

## Opis
Żyrafa siatkowana charakteryzuje się dużymi, brązowymi łatami na białym tle. Ich wzór tworzy charakterystyczną siatkę, od której wzięła się nazwa. Od tylnej części głowy do niemalże połowy grzbietu biegnie krótka grzywa. Nogi są długie, przednie dłuższe od tylnych. Są one zakończone ostrymi racicami. Charakterystyczną cechą żyrafy jest także długi, czarny język, używany do zrywania liści z drzew, także do pielęgnacji. Zwierzę osiąga wysokość do 6 m, w kłębie 2,5. Samce są wyższe od samic. Kolana obydwu płci znajdują się na wysokości 1 m. Żyrafy siatkowane, tak jak inne podgatunki żyrafy mają umięśnione nozdrza, które potrafią zamknąć, aby chronić ich wnętrze przed burzami piaskowymi oraz mrówkami. Długa na 2 m, masywna szyja zbudowana jest z 7 mierzących 28 cm kręgów szyjnych.

## Pokarm
Żyrafy żywią się głównie liśćmi drzew z rodzaju Acacia, Commiphora i Terminalia. Obserwowano je nawet jedzące padlinę antylopy. Przeżuwały nawet kości, aby pozyskać wapń. Do zrywania liści wykorzystują swój długi na 18 cm język. Jest on także gruby na tyle, że zwierzę może bez obaw pożywiać się cierniami.

## Zachowanie społeczne
Są to zwierzęta stadne. Stada są jednak otwarte, przez co ich skład ciągle się zmienia. Osobniki łączą nieliczne silne więzy społeczne i członkowie zgromadzeń zmieniają się co kilka godzin. Tak jak inne podgatunki, żyrafy siatkowane są na ogół ciche, ale wydają kaszlnięcia podczas kopulacji, porykiwania służące nawoływaniu młodych, dźwięki fletowe itp.

### Rozmnażanie
Są poligamiczne. Samce sprawdzają płodność samic smakując ich mocz i tym samym wykrywając ruję. W tym czasie samce uprawiają necking, czyli „walkę na szyje”. Ten, który zwycięży ma większe szanse na reprodukcję. Tylko dominujący samiec ma prawo do kopulacji. Ciąża u żyrafy trwa 15 miesięcy (460 dni). Samica rodzi na stojąco, po porodzie pomaga noworodkowi stanąć. Młode jest karmione przez matkę do miesiąca lub roku życia, choć już po 3 lub 4 tygodniem życia zaczyna ono żywić się pokarmem stałym. Jest ono narażone na ataki drapieżników, matka stara się go bronić kopiąc napastników. U żyrafy siatkowanej okres między porodami wynosi 529 dni, jest jednak krótszy, jeśli cielę zginie mając miesiąc.

### Wrogowie
Dorosłe osobniki nie mają wrogów poza człowiekiem. Młode są narażone na ataki lwów, hien, lampartów i likaonów. Żyrafy potrafią kopać na tyle mocno, żeby roztrzaskać kości lwa lub hieny. Pijąca żyrafa może paść łupem krokodyla.

## Status
Badania z 2021 roku wykazały liczebność około 16 tys. osobników, co stanowi podwojenie populacji od 2015 roku. Wcześniejsze szacunki mówiły o spadku liczebności o 56% w ciągu 30 lat, toteż w 2018 roku IUCN uznała ją za zagrożoną wyginięciem (EN, Endangered).

## W niewoli
W ogrodach zoologicznych przebywa 450 osobników tego podgatunku. W Polsce można je zobaczyć m.in. we wrocławskim zoo lub w ZOO Safari Borysew.